# Crown Heights
Crown Heights és una concentració de població designada pel cens dels Estats Units a l'estat de Nova York. Segons el cens del 2000 tenia 2.992 habitants.

## Demografia
Segons el cens del 2000, Crown Heights tenia 2.992 habitants, 1.019 habitatges, i 814 famílies. La densitat de població era de 539,8 habitants per km².
Dels 1.019 habitatges en un 40,8% hi vivien nens de menys de 18 anys, en un 64% hi vivien parelles casades, en un 11,3% dones solteres, i en un 20,1% no eren unitats familiars. En el 16,8% dels habitatges hi vivien persones soles el 6,5% de les quals corresponia a persones de 65 anys o més que vivien soles. El nombre mitjà de persones vivint en cada habitatge era de 2,93 i el nombre mitjà de persones que vivien en cada família era de 3,29.
Per edats la població es repartia de la següent manera: un 29,2% tenia menys de 18 anys, un 5,7% entre 18 i 24, un 30,4% entre 25 i 44, un 22,4% de 45 a 60 i un 12,3% 65 anys o més.
L'edat mitjana era de 37 anys. Per cada 100 dones de 18 o més anys hi havia 94,9 homes.
La renda mediana per habitatge era de 60.994 $ i la renda mediana per família de 67.019 $. Els homes tenien una renda mediana de 44.511 $ mentre que les dones 33.281 $. La renda per capita de la població era de 22.149 $. Entorn de l'1,5% de les famílies i el 2% de la població estaven per davall del llindar de pobresa.